# Agostino Fonduli
Agostino Fonduli (ou de Fondulis, de Fondulio, de Fondutis o de Fonduti) fut un sculpteur et architecte actif dans la région italienne de Lombardie entre la fin du XVe siècle et le début du XVIe siècle.

## Biographie

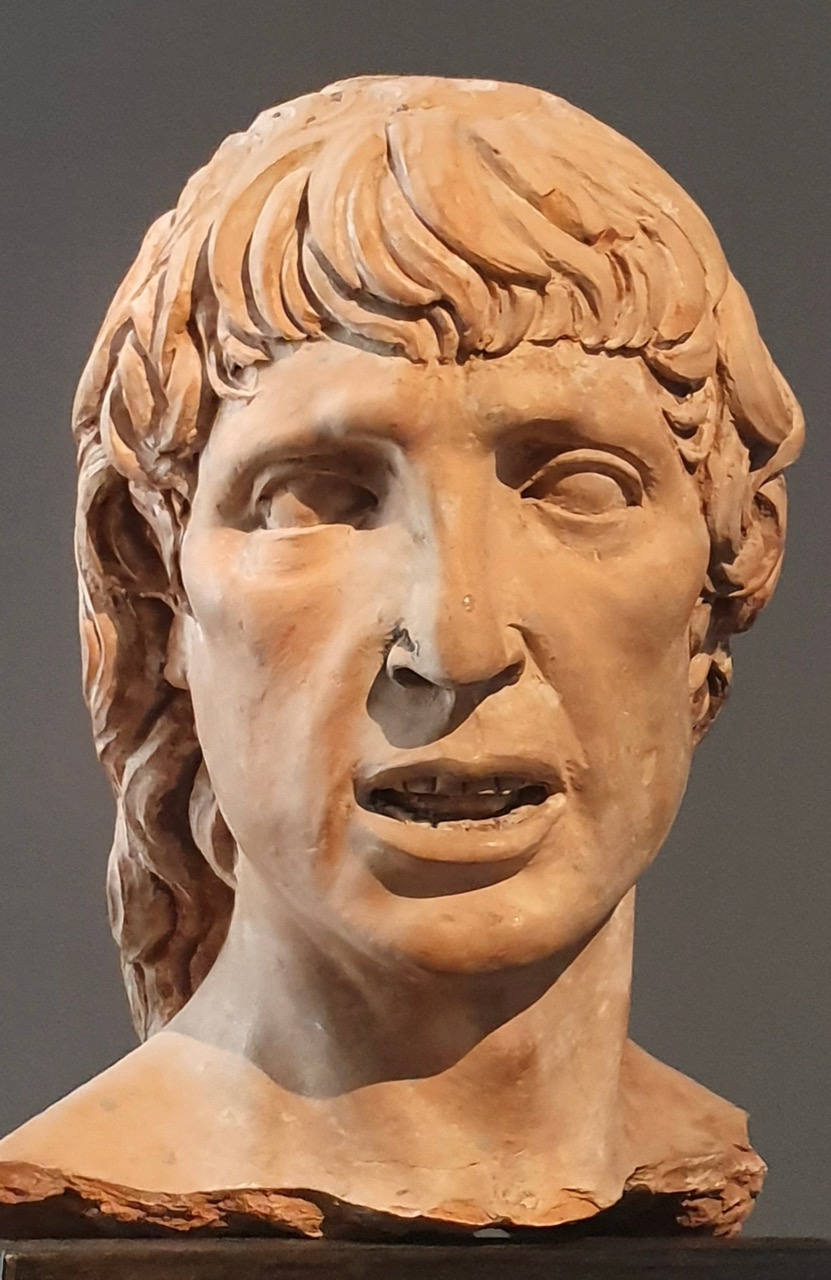
Tête de saint Sébastien par Agostino de’ Fondulis, Bode Museum de Berlin

Il est probablement né à Crema où des informations nous sont parvenues de l'atelier De Fondutis, avant son transfert à Padoue, la ville où résonnait l'écho de Donatello et Mantegna.
En vertu de ce séjour dans la cité vénitienne, les contemporains appelaient Agostino de Fondutis "le Padovanino". Les liens stylistiques avec Mantegna suggèrent une période de son éventuel séjour à Mantoue. Des documents attestent de son activité seulement entre 1483 et 1522.
En 1483, sa renommée de modeleur devait déjà être répandue, puisque Agostino fut appelé à Milan, dans l'église de Santa Maria presso San Satiro qu'Amadeo était en train de rénover, pour créer le groupe en terre cuite représentant la Lamentation sur le Christ mort. (L’oeuvre est toujours présente dans l’église.)

Quelques années plus tard, à la demande de Bramante, il se voit confier le décor en terre cuite de la nouvelle sacristie, avec une frise de têtes de prophètes et d'angelots et une autre de centaure. L'appareil décoratif comprenait également 36 personnages en terre cuite à l'extérieur (supprimés au XVIIIe siècle).

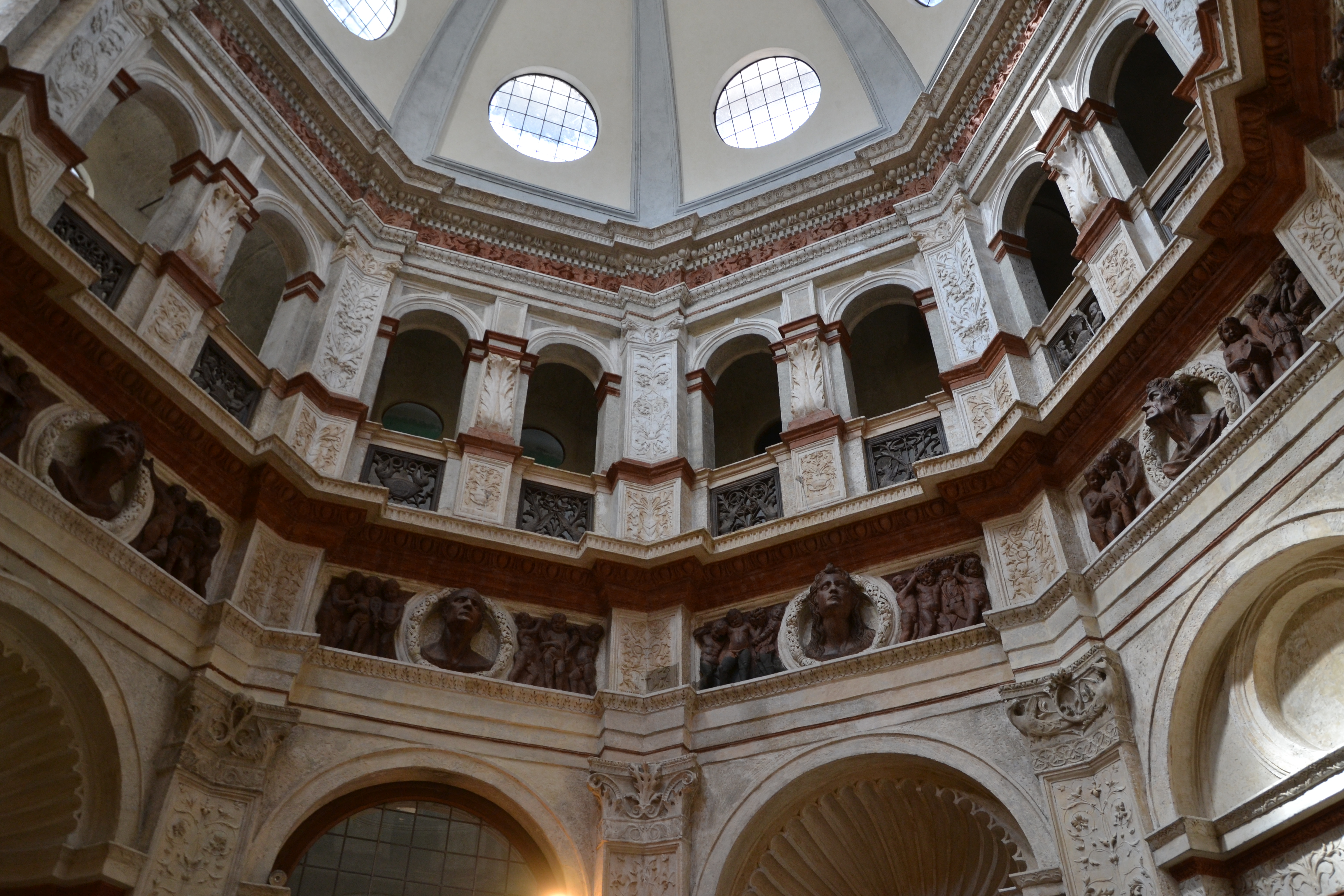
Frise de têtes de prophètes et d'angelots, Milan - Baptistère de l'église de S. Maria près de S. Satiro

La qualité artistique des œuvres créées à Santa Maria à San Satiro a valu à De Fondutis une notoriété supplémentaire : grâce à la collaboration avec Amadeo, il a ensuite obtenu des commandes considérables, telles que les statues des Apôtres pour les niches du tambour de Santa Maria presso San Celso à Milan (1502).
Agostino a beaucoup appris de Bramante et d'Amadeo, à tel point qu'il a également pu assumer des missions d'architecte ; il acquiert notamment ces nouvelles voies stylistiques, cultivées et classiques, qui se répandront ensuite largement en Lombardie, également greffées sur les langages compositionnels traditionnels (à commencer par sa préférence pour les décors en terre cuite).En 1484, avec Giovanni Battaglio da Lodi, il entreprit la construction et la décoration du palais Landi à Plaisance.
Les projets d'autres travaux architecturaux réalisés par De Fondulis sont le sanctuaire de Santa Maria della Misericordia à Castelleone (1513) et l'église paroissiale de la même ville (1517) et l' ancienne église de Santo Spirito et Santa Maddalena à Crema (ici Agostino également construit une autre Lamentation, à identifier selon toute vraisemblance avec le groupe d'argile maintenant logé dans la Pieve di Palazzo Pignano)

## Images de la Lamentation à S. Maria près de S. Satiro

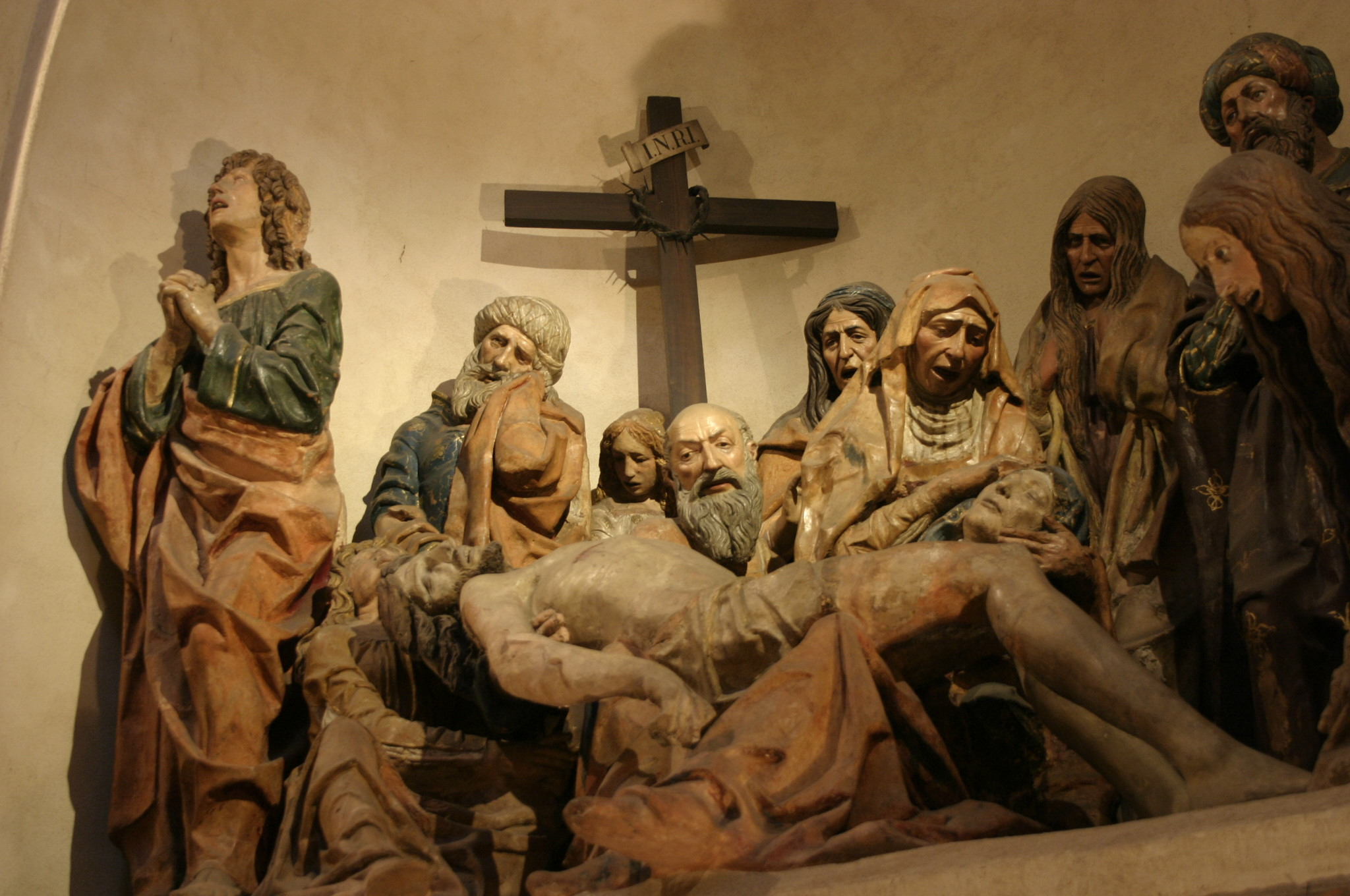
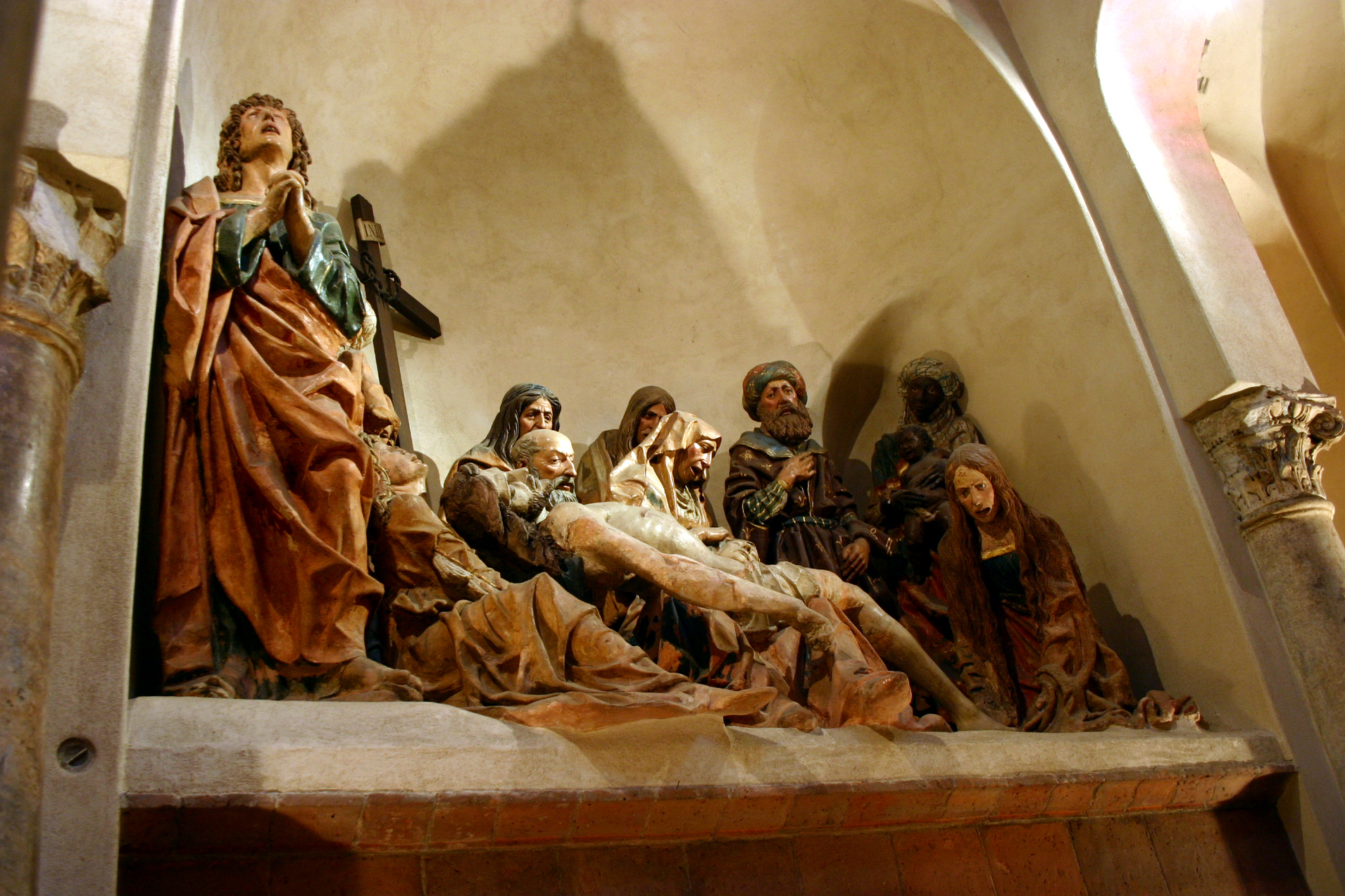
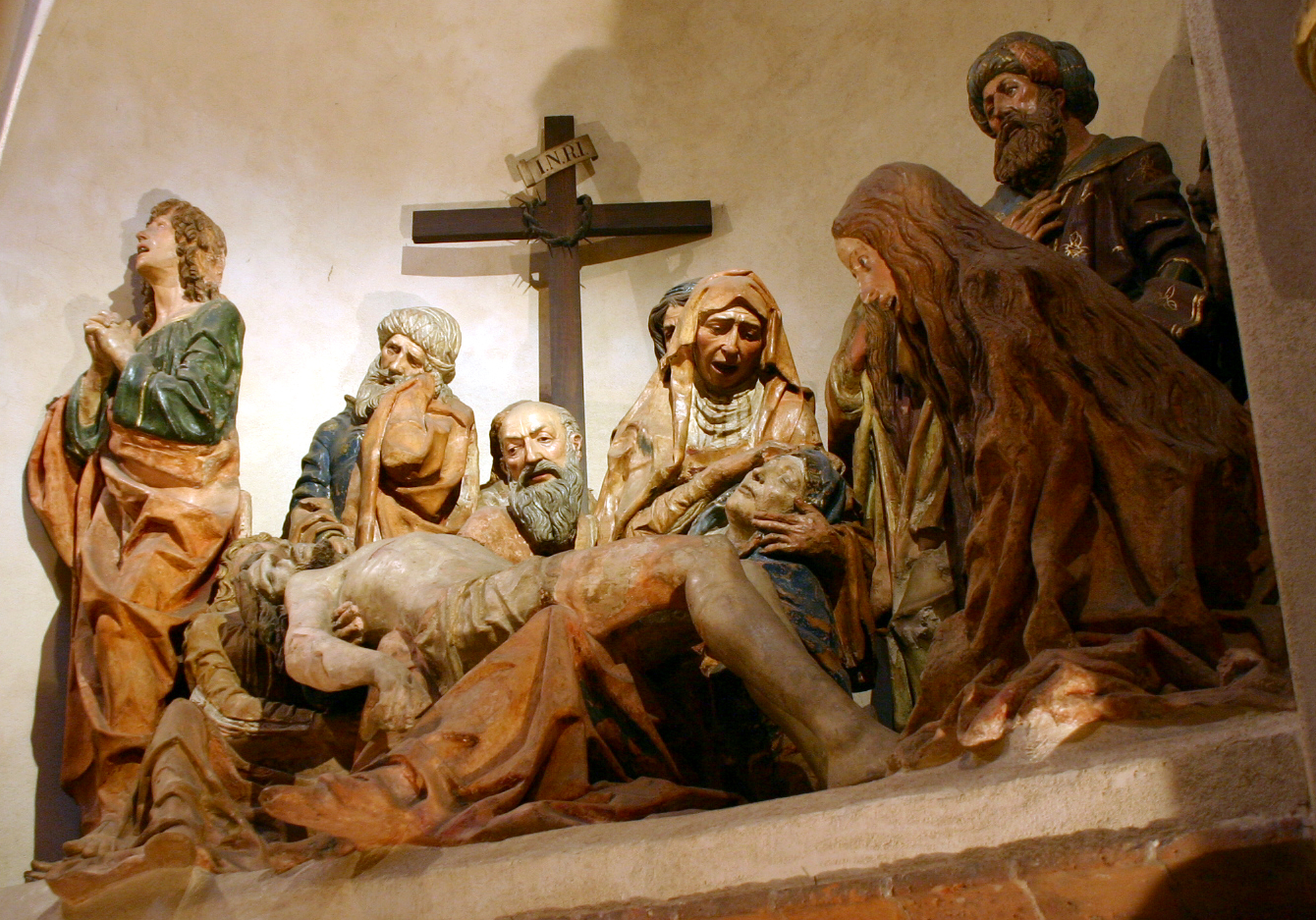
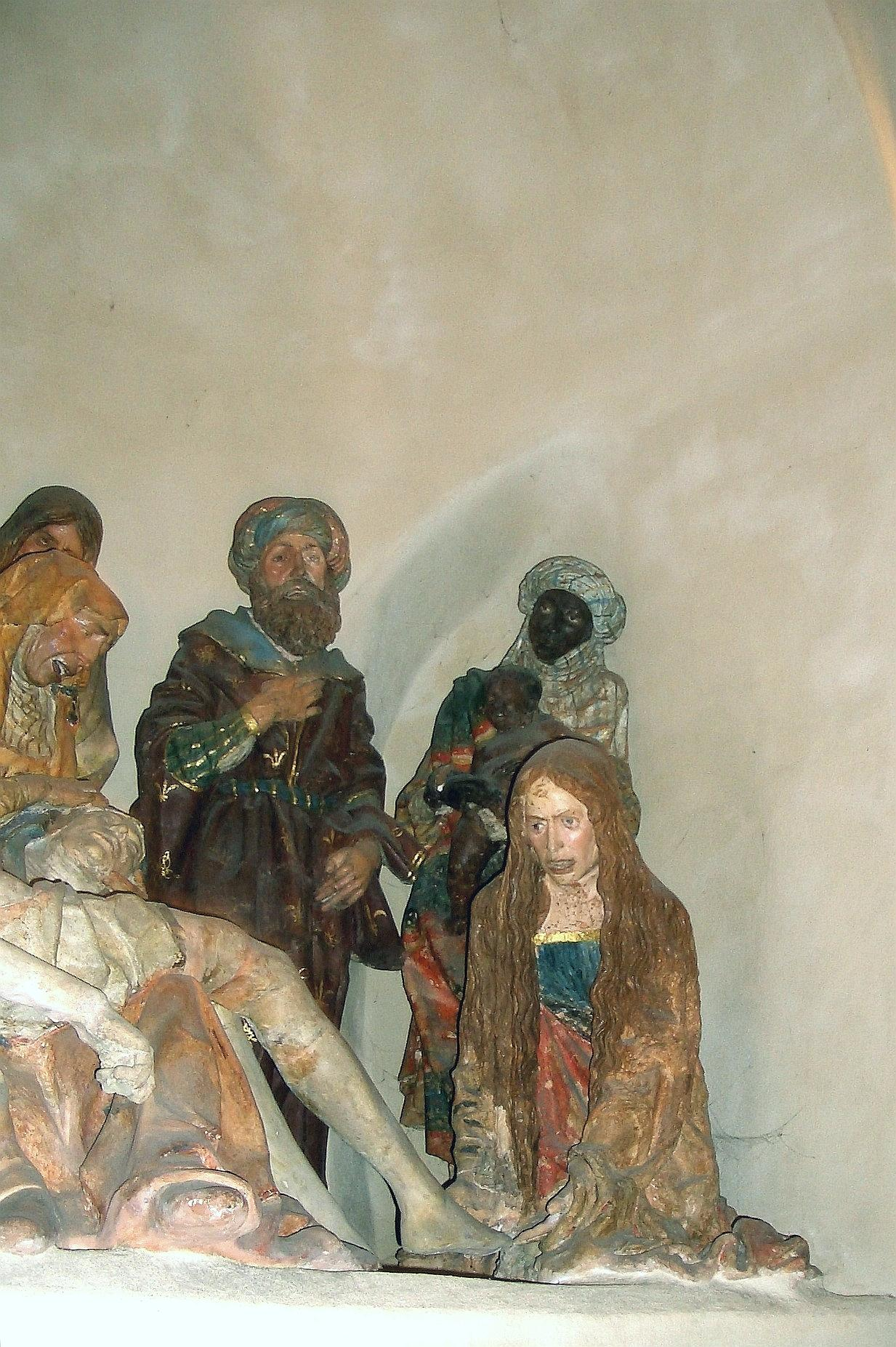